# Chemins de fer du Morbihan

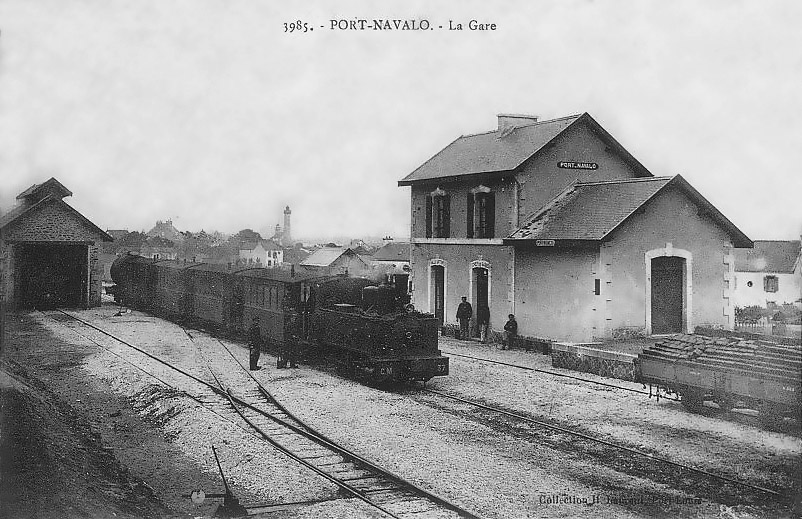
Bahnhof Port-Navalo in Arzon mit Zug der CM, 1920

Die Compagnie des Chemins de fer du Morbihan (CM) ist eine ehemalige französische Eisenbahngesellschaft. Sie wurde 1892 vom Generalrat des Départements Morbihan mit dem Aufbau eines meterspurigen Bahnnetzes zur Erschließung des bretonischen Départements beauftragt. Der Hersteller von Eisenbahnfahrzeugen und Betreiber von Nebenbahnstrecken SCF Verney war an der Gesellschaft beteiligt.
1921 hatte die CM 402 km Bahnstrecken im Département Morbihan und 120 km im angrenzenden Département Loire-inférieure (seit 1957: Département Loire-Atlantique) in Betrieb. Ab dem Ersten Weltkrieg litt sie zunehmend unter der Konkurrenz der Straße und unter veraltendem Material. 1939 beschloss der Generalrat, sein Netz an Nebenstrecken zu schließen und die CM mit Busverkehren zu beauftragen. Noch 1939 wurden der Schienenpersonenverkehr und ein Teil des Netzes aufgegeben, bis 1948 der restliche Schienenverkehr.
Das Unternehmen bestand als Betreiber von Linienbussen fort. Es wurde 1968 vollständig von SCF Verney übernommen, in Compagnie de Transports du Morbihan (CTM) umbenannt und ist seit 2015 eine Tochter der Transdev.

## Geschichte

### Eisenbahn im Département Morbihan

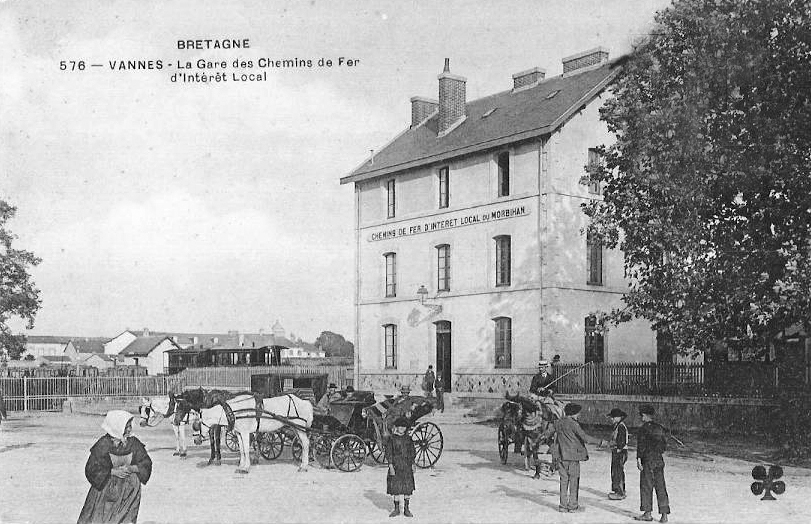
Endbahnhof Vannes der CM am Vorplatz des PO-Bahnhofs, 1910

Die Eisenbahn erreichte das Département Morbihan zu Beginn der zweiten Hälfte des 19. Jahrhunderts. 1855 erhielt die Compagnie du chemin de fer de Paris à Orléans (PO) die Konzession für die spätere Bahnstrecke Savenay–Landerneau entlang der bretonischen Südküste. Diese wurde 1862 aus Richtung Nantes über Vannes bis Lorient und 1864 – mit einem Abzweig von Auray nach Pontivy – weiter nach Châteaulin eröffnet.
Schon 1862 hatten sich die bretonischen Abgeordneten für eine Bahnstrecke von Vannes nach Dinan über Ploërmel ausgesprochen. 1882 wurde von der PO der Abschnitt von Questembert (bei Vannes, Abzweig von der Strecke Savenay–Landerneau) nach Ploërmel eröffnet. 1884 wurde von der Compagnie des Chemins de fer de l’Ouest (Ouest), die die Bahnstrecke Paris–Brest betrieb, die Strecke von Mauron nach Ploërmel in Betrieb genommen. Ebenfalls seit 1882 wird die Bahnstrecke Auray–Quiberon genutzt.
1878 wurde der Freycinet-Plan beschlossen, der die Grundlage für lokale Nebenbahnen legte. Ab 1884 wurde darüber diskutiert, den ländlichen Raum und die Kleinstädte im Département Morbihan mit einem Bahnnetz zu erschließen.

### Die Compagnie des chemins de fer du Morbihan (CM)

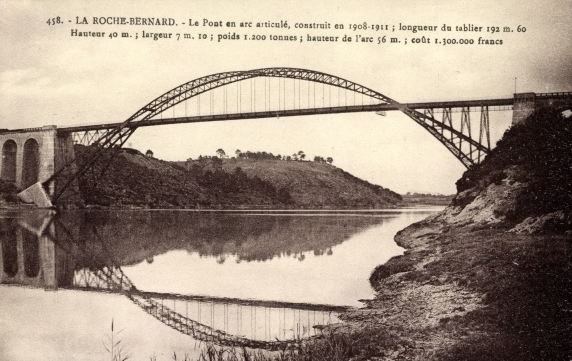
Pont de La Roche-Bernard, kombinierte Straßen- und Eisenbahnbrücke über die Vilaine

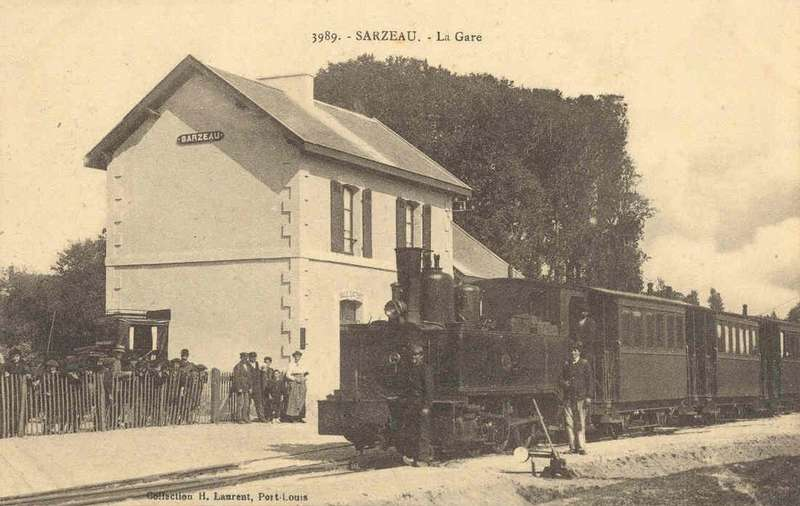
Bahnhof Sarzeau um 1910

1892 wurde eine erste Konzession des Generalrats an die Compagnie des chemins de fer du Morbihan (CM) vergeben, ab 1902 folgten die Streckeneröffnungen. Die Gesellschaft erhielt auch eine Konzession des Nachbardépartements Loire-Inférieure für dessen Nordwesten; dieses Département vergab Konzessionen an verschiedene Gesellschaften. Mit dem Neubau der Brücke Pont de La Roche-Bernard über die Vilaine wurden 1911 beide Netze verbunden. Sie wurden mit einem gemeinsamen Fahrzeugpark betrieben und von Vannes aus verwaltet.
Die meisten Strecken wurden in den Jahren 1902 bis 1907 eröffnet, als letzte folgte 1921 die Bahnstrecke Port-Louis–Baud. 1934 wurde die Straßenbahn La Trinité–Étel übernommen, die bereits im Folgejahr auf Straßenbetrieb umgestellt wurde.
Ab 1931 versuchte man, den Betrieb durch den Einsatz von Triebwagen kostengünstiger zu gestalten. 1939 wurde der Personenverkehr auf Linienbusse umgestellt und ein Teil des Netzes aufgegeben. 1947 endete der Güterverkehr, bis 1948 wurden die Gleise abgebaut.

## Streckennetz der CM

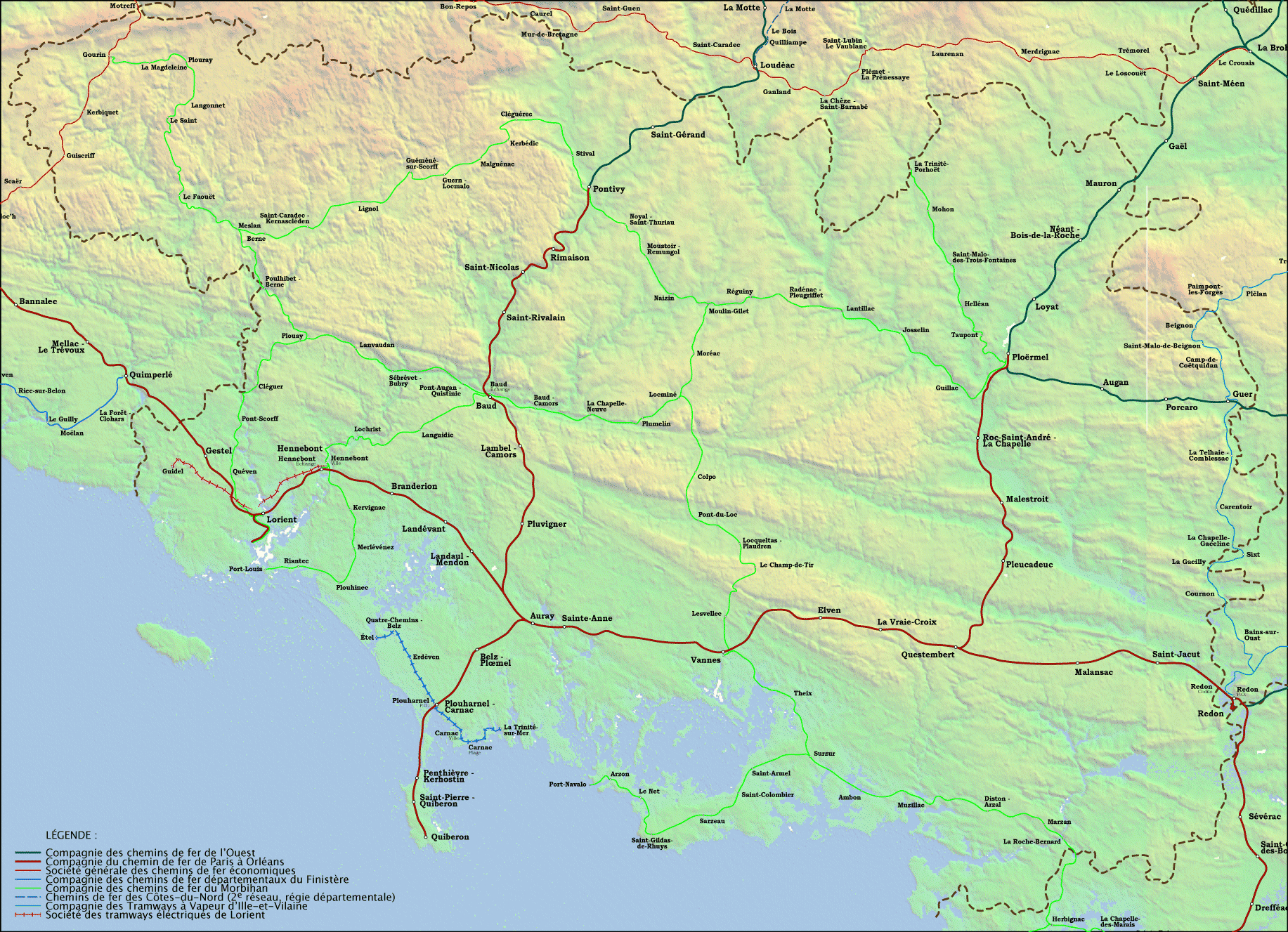
Streckennetz im Département Morbihan, CM-Strecken grün

### Erstes Netz im Département Morbihan (1902)
Das zuerst konzessionierte Netz wurde ab 1902 eröffnet. Es bestand aus einem weiten Bogen, der Lorient und Vannes über Plouay, Baud, Locminé und Locqueltas verband. In Locminé zweigte eine Strecke nach Ploërmel ab. 1903 folgte die Verbindung von Vannes nach La Roche-Bernard über Theix, Surzur, Ambon, Muzillac, Diston-Arzal und Marzan. Diese Strecken wurden bis 1947 bedient.

### Zweites Netz im Département Morbihan (1905)
Das zweite Netz lag im Nordwesten des Départements mit Zentrum in Pontivy. Von dort führten ab 1905 Strecken nach Moulin-Gilet (bei Réguiny an der Strecke Locminé–Ploërmel) und über Guémené-sur-Scorff nach Meslan. 1906 folgte die Verbindung von Plouay (am ersten Netz) über Meslan nach Gourin, dort bestand Anschluss an die Strecke von Carhaix nach Rosporden des Réseau Breton, dem Schmalspurnetz des Nachbardépartements Finistère. Dieses Netz wurde größtenteils 1939 aufgegeben, die Strecke Plouay–Gourin erst 1947.

### Weitere Strecken im Département Morbihan (1910–1921)
1910 wurde eine Linie von Surzur nach Port Navalo in Betrieb genommen, die die Rhuys-Halbinsel erschloss. 1915 folgte ein Stichstrecke von Ploërmel nach La Trinité-Porhoët. Beide Strecken blieben bis 1947 in Betrieb.
1921 wurde die Strecke von Baud nach Port-Louis über Hennebont, Merlevenez und Plouhinec ergänzt, die nur bis 1939 genutzt wurde.

### Netz im Département Loire-Inférieure

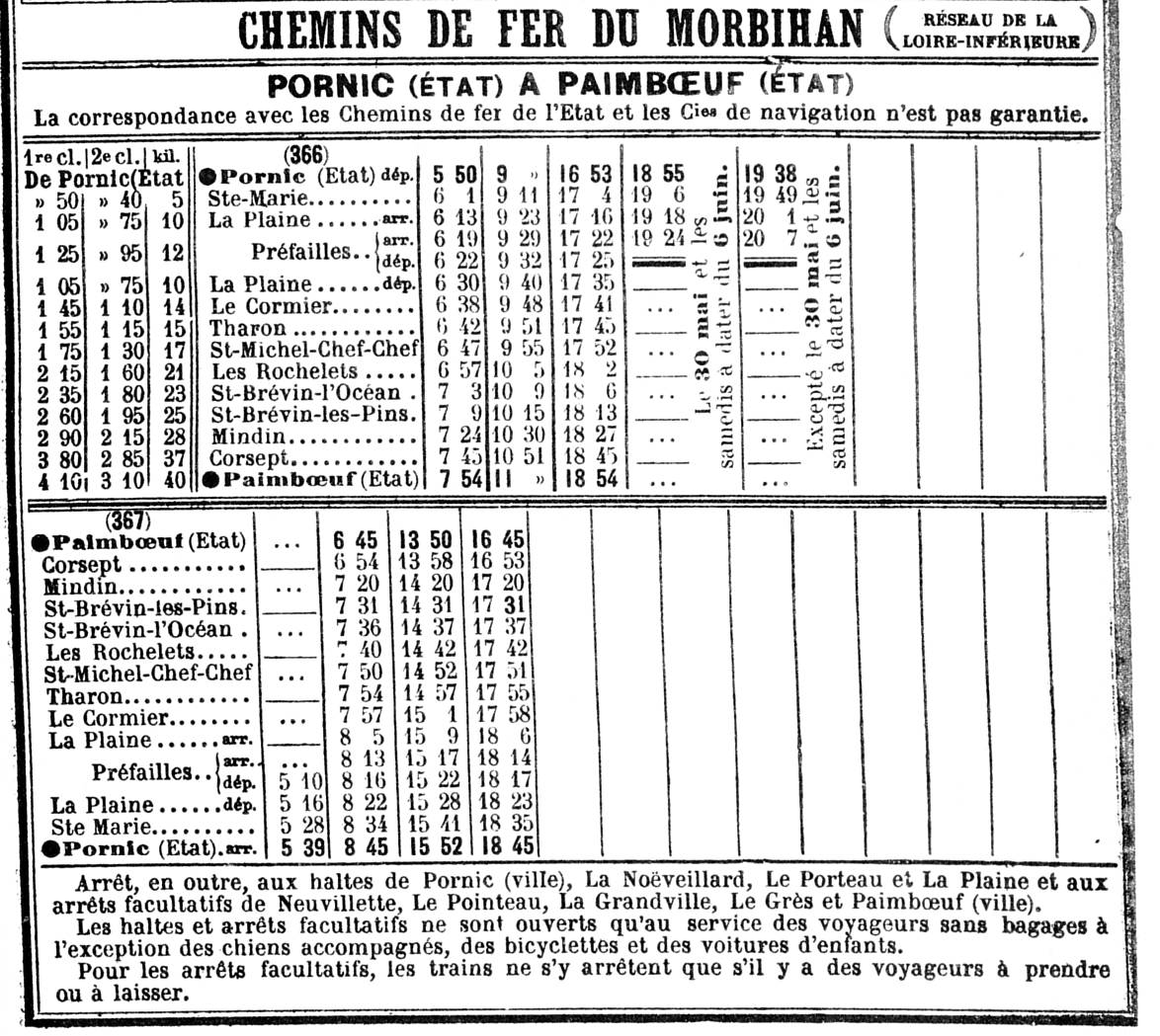
Fahrplan Pornic–Paimboeuf 1914

Die beiden Départements und die CM einigten sich 1902 auf eine Linie von La Roche-Bernard nach Saint-Nazaire mit zwei Abzweigen, von Méan nach Penhoët und von Trignac nach Montoir-de-Bretagne. Von Herbignac nach Saint-Nazaire führte die Strecke durch das Moorgebiet Grande-Brière. Eine weitere Strecke führte von Herbignac über Piriac-sur-Mer nach Guérande. Diese Strecken wurden 1907 eröffnet.
Bereits 1906 wurde südlich der Mündung der Loire die Verbindung von Pornic nach Paimbœuf mit einem Abzweig von La Plaine nach Préfailles eröffnet. Mit dem restlichen Netz war diese Strecke nur über Schiffe verbunden. Bis auf die Verbindung La Roche-Bernard–Saint-Nazaire (Schließung 1947) wurden diese Strecken 1938/39 aufgegeben.

### Weitere Bauten
- Betriebsmittelpunkt im Département Morbihan war Locminé, wo sich die Werkstätten befanden.
- Die Werkstätten für das Département Loire-Inférieure waren in Herbignac.
- Die isolierte Meterspurbahn Pornic–Paimbœuf hatte Werkstätten in Paimbœuf.
- In Guémené-sur-Scorff bestand ein Depot.
- Die Strecke Port-Louis–Baud hatte zwischen Hennebont und Lochrist (4 km) ein Dreischienengleis. Dieser Abschnitt wurde nach 1939 als normalspuriges Anschlussgleis beibehalten.
- Das umfangreichste Bauwerk war die Brücke Pont de La Roche-Bernard über die Vilaine.

## Fahrzeuge

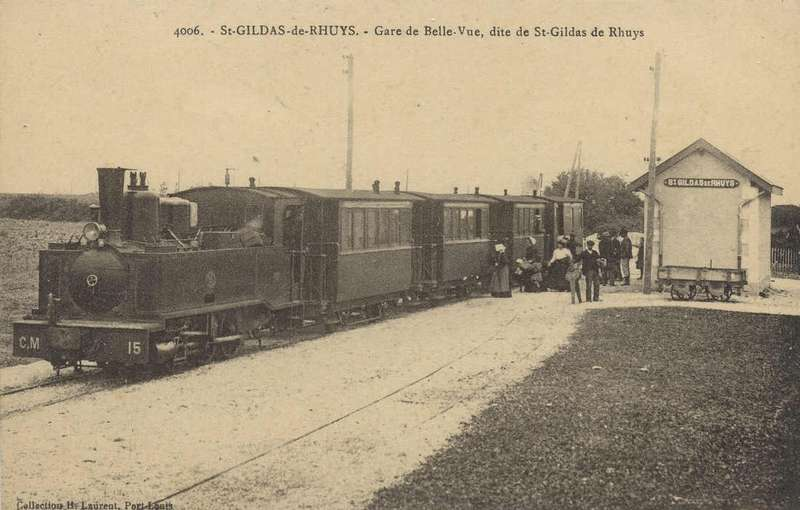
Saint-Gildas, Lokomotive n°15 von Pinguely

### Dampflokomotiven
Alle Dampflokomotiven waren laufachslose Maschinen mit der Achsfolge C (drei angetriebene Achsen). Die ersten zwölf Lokomotiven wurden bei Corpet-Louvet bestellt und 1902 in Betrieb genommen. Bis 1914 wurden 33 weitere „leichte“ Loks von Pinguely geliefert, derselbe Hersteller lieferte 1905 vier und 1936 eine „schwere“ Loks.

### Triebwagen

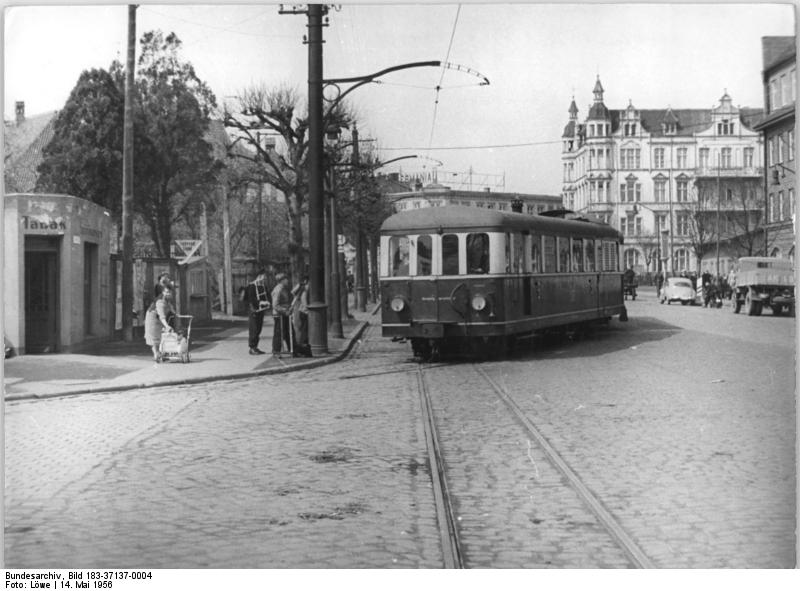
Ehemaliger CM-Triebwagen von Brissonneau et Lotz bei den Franzburger Kreisbahnen in Stralsund, 1956

1931 wurden vier Akkumulatortriebwagen beschafft. 1936 folgten fünf Triebwagen mit Verbrennungsmotor von Brissonneau et Lotz, 1938 zwei weitere. Drei dieser Triebwagen des „Typs Morbihan“ wurden von den Besatzern 1942 nach Deutschland zu den Franzburger Kreisbahnen gebracht. Die Triebwagen verblieben auch nach dem Ende des Zweiten Weltkriegs bis zu ihrer Verschrottung dort.

### Wagen
Im Département Morbihan wurden überwiegend zweiachsige Personenwagen mit offenen Plattformen eingesetzt. Die Gesellschaft besaß einen Salonwagen, 39 Wagen 1./2. Klasse, 99 Wagen 2. Klasse und 37 Halbgepäckwagen, deren Personenabteile ebenfalls die 2. Klasse aufwiesen.
Für den Einsatz im Département Loire-Inférieure wurden Drehgestellwagen mit offenen Plattformen beschafft – zwei Wagen 1./2. Klasse und 28 Wagen 2. Klasse.
Zudem verfügte die CM über 286 Güterwagen.

### Weiteres Material
1934 übernahm die CM das Material der Straßenbahn La Trinité–Étel. Ab 1941 setzte die deutsche Kriegsmarine dreizehn Wagen, die von der Société générale des chemins de fer économiques stammten, im Bereich um den Hafen Lorient ein.

## Erhaltene Fahrzeuge
- Locomotive 030T Pinguely n°14 in Mali[6]
- Locomotive 030T Pinguely n°101 der Fédération des amis des chemins de fer secondaires (FACS) beim Chemin de Fer de la Baie de Somme (CFBS), betriebsfähig
- Locomotive 030T Pinguely n°103 beim Train de l’Ardèche in Tournon-sur-Rhône
- Personenwagen ANF mit Drehgestellen, erhalten beim Musée des tramways à vapeur et des chemins de fer secondaires français in Butry-sur-Oise

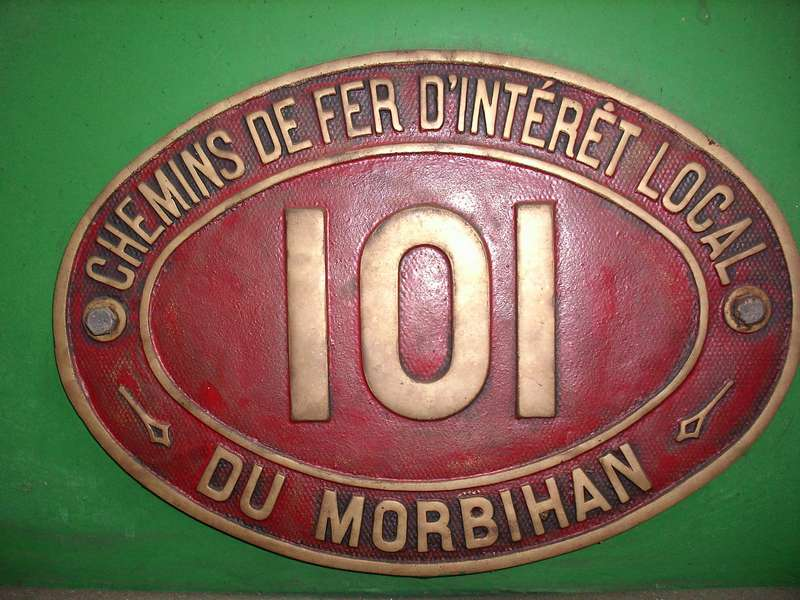
Fabrikschild der Pinguely n°101 der Chemins de fer du Morbihan
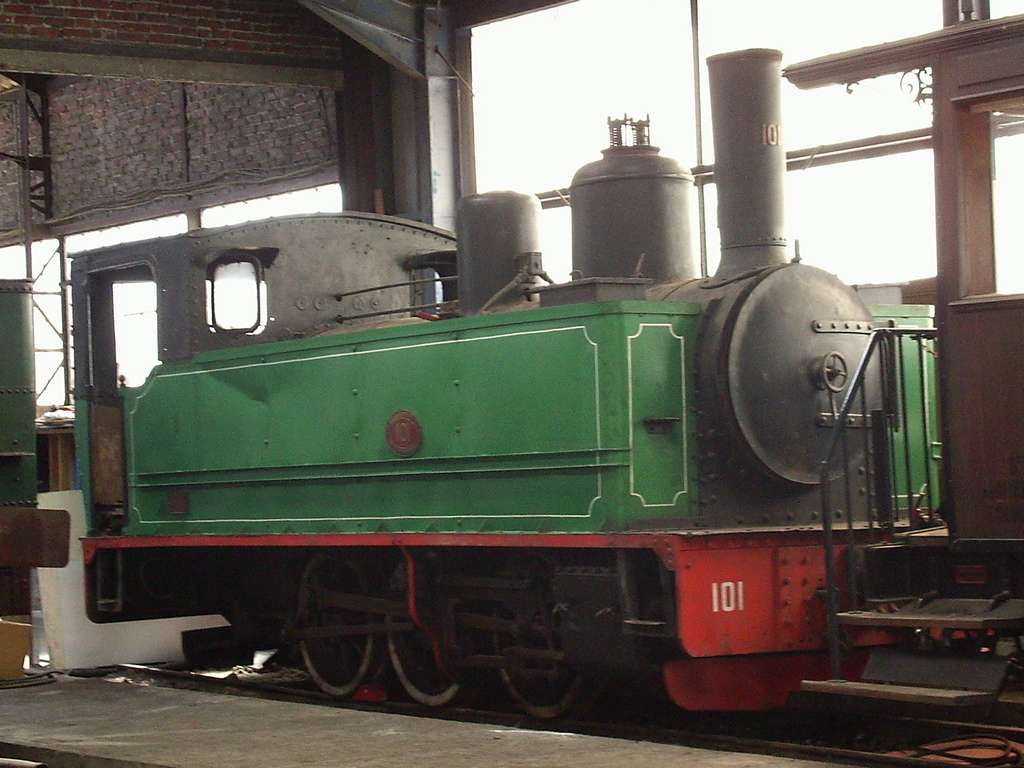
Pinguely n°101 von 1905 (FACS), ehemals Chemins de fer du Morbihan, Zustand 2007
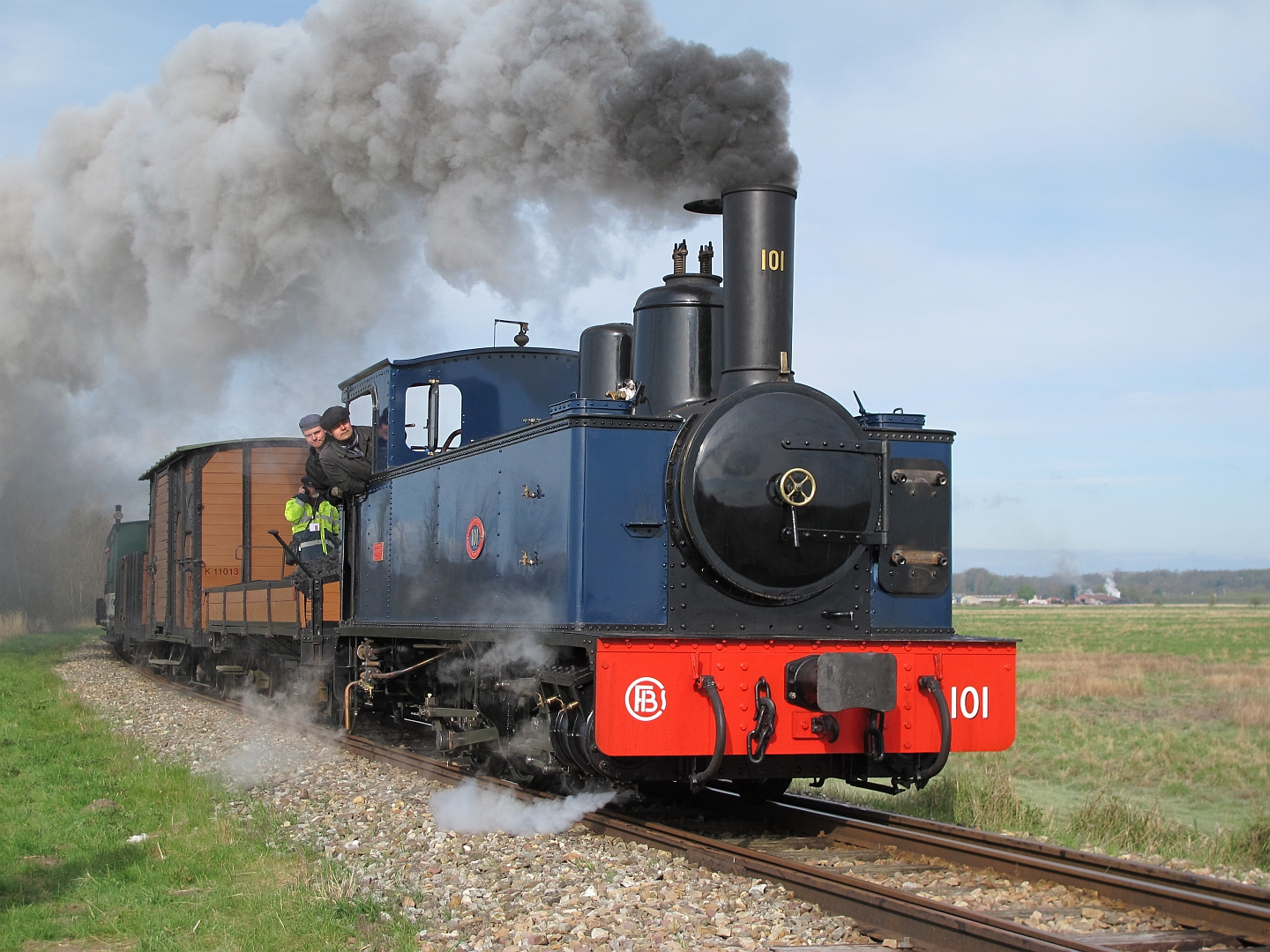
Pinguely n°101 von 1905, Zustand 2013, aufgearbeitet
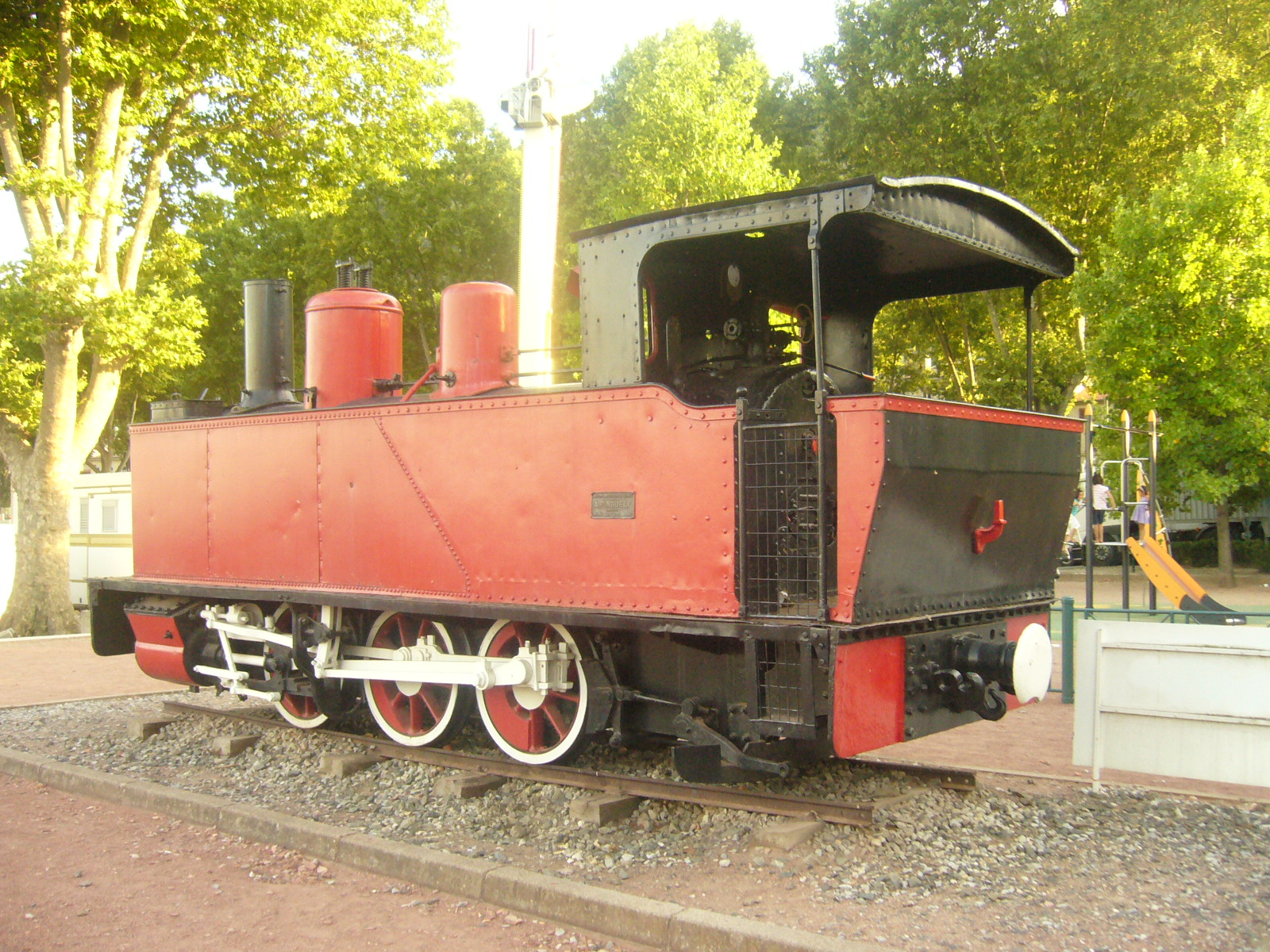
Pinguely n°103 von 1905, ex Chemin de fer du Vivarais, ex CM, als Denkmal in Tournon-sur-Rhône
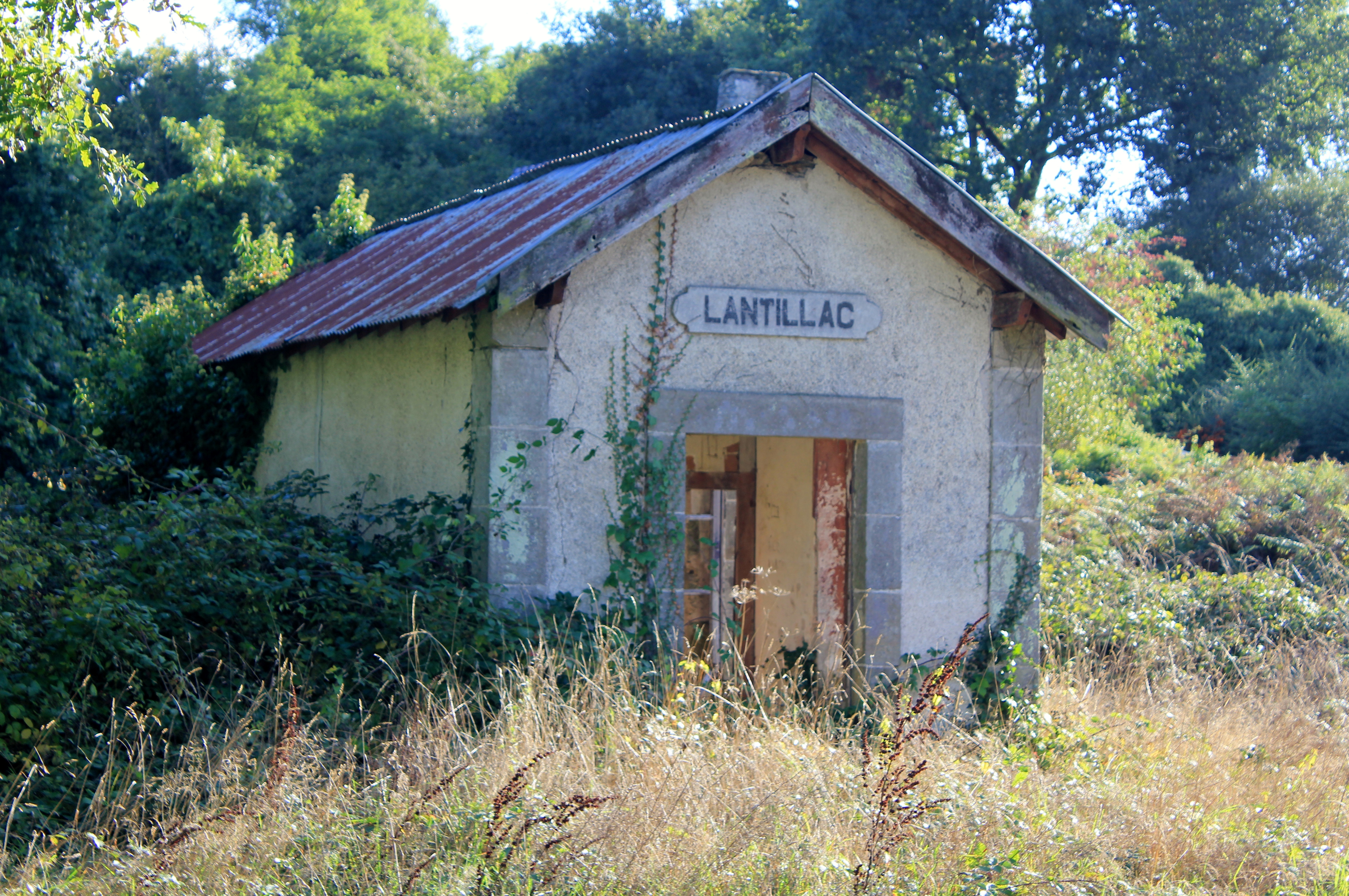
Bahnhof Lantillac

## Spuren

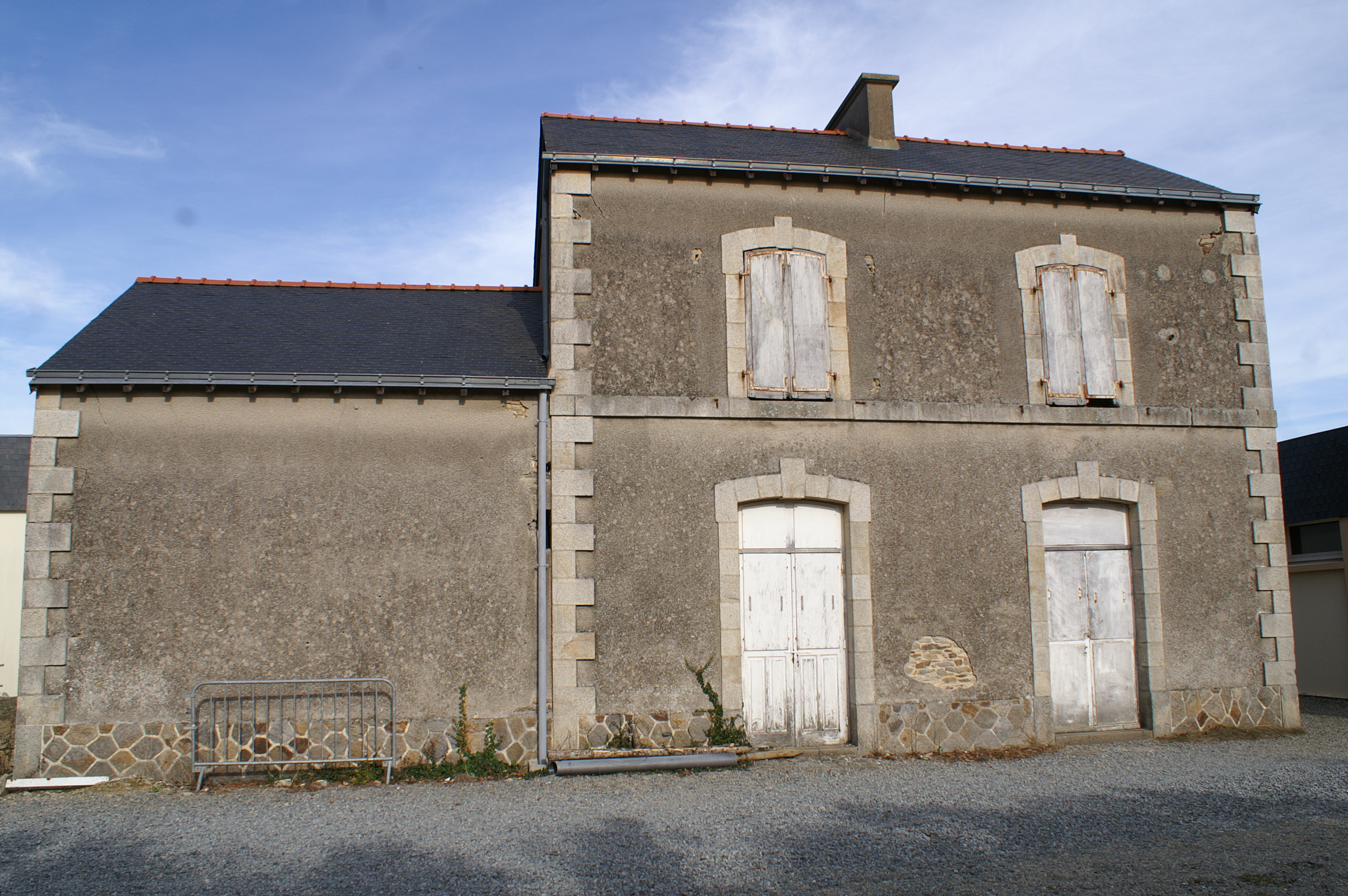
Bahnhofsgebäude Surzur

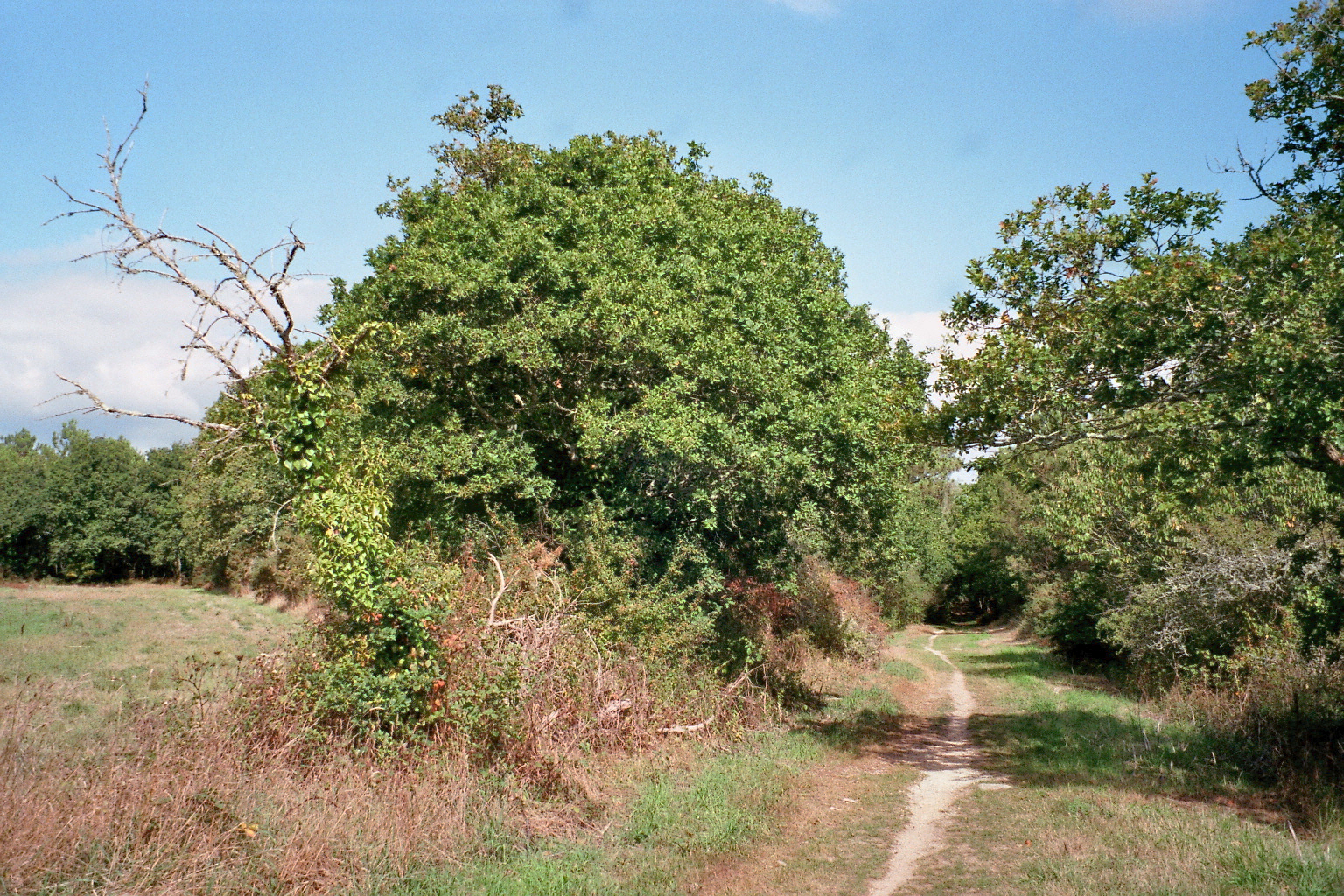
Alter Bahndamm der Bahnstrecke von Port Louis nach Baud in Plouhinec

Einzelne Bahnhöfe sind erhalten geblieben, z. B. der Bahnhof von Herbignac. Abschnittsweise lassen sich die Trassen noch im Gelände ausmachen. In einer Reihe von Orten gibt es Straßenbezeichnungen wie Rue de la Gare (Bahnhofstraße), die auf die ehemalige Bahnanbindung hindeuten.